# Sergei Turchenkov
Sergei Gennadyevich Turchenkov (tiếng Nga: Серге́й Геннадьевич Турченков; sinh ngày 23 tháng 12 năm 1990) là một tiền đạo bóng đá người Nga. Anh thi đấu cho FC Kolomna.

## Sự nghiệp câu lạc bộ
Anh có màn ra mắt tại Russian Second Division cho FC Kolomna vào ngày 24 tháng 7 năm 2013 trong trận đấu với FC Rus Sankt Peterburg.